# Beardmore Inflexible
Beardmore Inflexible, někdy známý také pod označením Rohrbach Ro VI, byl prototyp britského třímotorového celokovového bombardéru postaveného u společnosti Beardmore v Dalmuiru ve Skotsku.

## Vznik a vývoj
Firma William Beardmore and Company zakoupila licenci na vyztužený nosný potah systému Rohrbach, a za jeho použití, spolu s výkresy dodanými Rohrbachem pro Ro VI, navrhla na tehdejší dobu masívní celokovový třímotorový transportní letoun, pojmenovaný Beardmore Inflexible.
Letoun, jemuž bylo přiděleno sériové číslo J7557, byl v letech 1925-1927 v Dalmuiru vyroben po částech, které byly poté přepraveny po moři do Felixstowe a odtud po silnici do leteckého zkušebního střediska Aeroplane and Armament Experimental Establishment (A&AEE) v Martlesham Heath, kde byly sestaveny a letoun zde poprvé vzlétl 5. března 1928. Později téhož roku byl předveden na letecké přehlídce RAF v Hendonu.
Typ byl na svou dobu pokrokové konstrukce a měl dobré letové kvality, ale současně se jednalo o tehdy nezvykle rozměrný stroj, s rozpětím křídla 157 stop (48 m), což bylo přibližně o 16 stop (4,9 m) víc než u B-29 Superfortress z doby druhé světové války. Současně při maximální hmotnosti až 37 000 liber (~ 17 000 kg) trpěl podmotorovaností, a jelikož se nepodařilo vzbudit zájem o další vývoj a výrobu, byl letoun v roce 1930 v Martlesham Heath rozebrán. Jeho součásti zde poté byly použity při zkoumání účinků koroze na konstrukční celky z lehkých slitin.
Jedno z podvozkových kol je zachováno jako exponát v londýnském Science Museum.

## Uživatelé
- Spojené království
  - Royal Air Force

## Specifikace

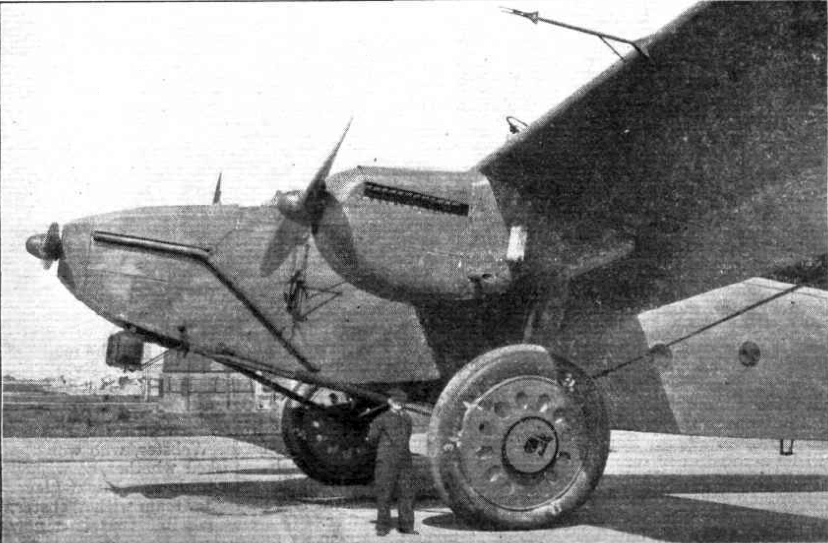
Snímek přední části Beardmore Inflexible uveřejněný časopisem Flight v dubnu 1928

Údaje podle Air Enthusiast International

### Hlavní technické údaje
- Délka: 23,02 m (75 stop a 6 palců)
- Rozpětí: 48,05 m (157 stop a 6 palců)
- Výška: 6,45 m (21 stop a 2 palce)
- Nosná plocha: 182,8 m² (1 967 čtverečních stop)
- Prázdná hmotnost: 12 022 kg (24 301 liber)
- Maximální vzletová hmotnost: 16 783 kg (37 000 lb)
- Pohonná jednotka: 3 × vidlicový dvanáctiválec Rolls-Royce Condor II
- Výkon pohonné jednotky: 650 hp (485 kW)

### Výkony
- Maximální rychlost: 175 km/h (95 uzlů, 109 mph)